# Rusteberg (Adelsgeschlecht)

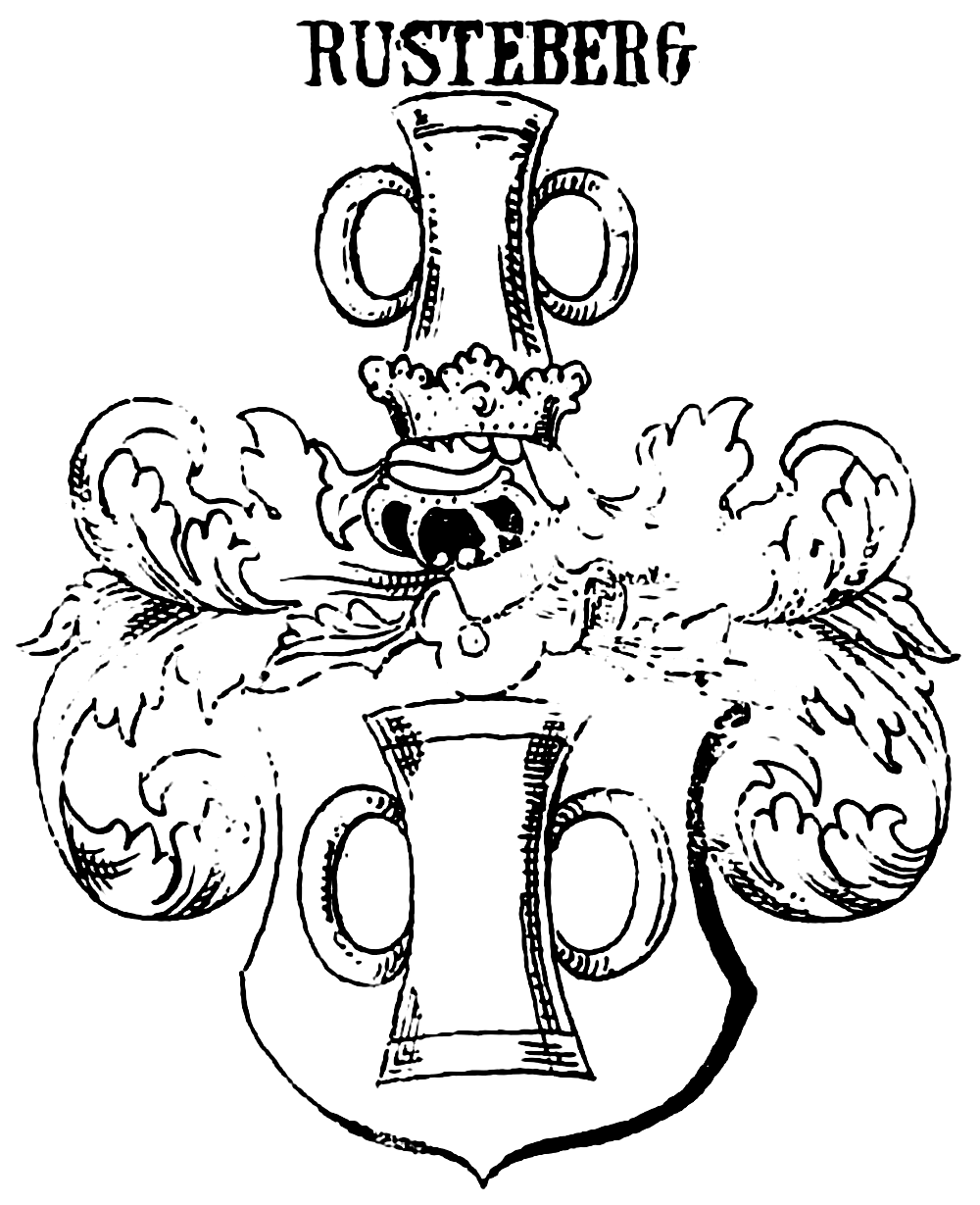
Wappen derer von Rusteberg

Rusteberg ist der Name eines alten Adelsgeschlechts im Eichsfeld.

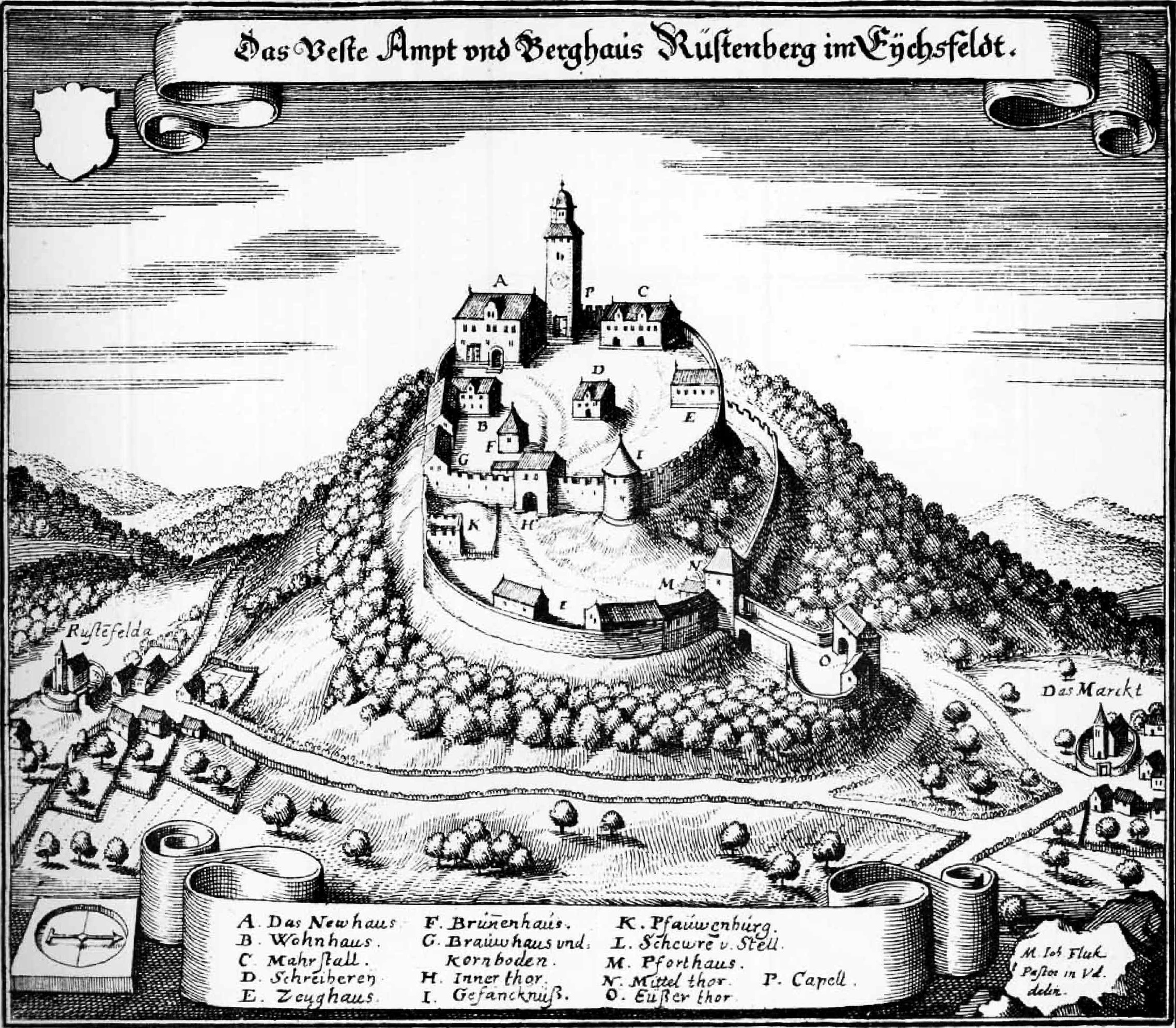
Die Burg Rusteberg als Namensgeber mehrerer Adelsfamilien

## Namensgleichheit
Bis ins 13. Jahrhundert nannten sich Ritter und niedere Adlige nach dem Ort oder der Burg, wo sie wohnten oder als Burgherren eingesetzt waren. Wurden sie auf einer anderen Burg ansässig, wechselten sie auch ihren Namen. Erst danach legten sie sich feste Namen nach ihrem Hauptsitz zu, so geschehen auch auf dem Rusteberg.
Beispiele für Adlige anderer Familien, die sich nach der Burg Rusteberg benannten, wo sie als Burgherren oder Vizedome eingesetzt waren:
- Vizedom Lambert (1139), schrieb sich mal von Rusteberg, mal von Geismar[1]
- Cunrad von Rusteberg (1143), Ministerialer[2]
- aus der Familie von Hanstein:
  - Heidenreich I. und Hellwig von Rusteberg (1170)[3], Vizedome 1162-mindestens 1196[1]
  - Dietrich (Theodoricus) von Rusteberg (1209), Vizedom[4]
  - Heidenreich II. von Rusteberg, 1239–1256 Vizedom, nennt sich 1236 erstmals auch von Hanstein[5]
  - Theodor von Rusteberg (1236) und sein Bruder Heidenreich von Hanstein besaßen den Zehnten in Witzenhausen[6]
  - Heinrich I. von Rusteberg (1200–1257), Bischof in Hildesheim
- Familie von Udera (Othera):
  - Honterus (1123) und sein Sohn Ritter Hartwig von Rusteberg (1135, 1170)[7][8]

## Geschichte
Die erste Erwähnung eines Adalbert von Rusteberg ist für das 1143 belegt. Mitglieder der Familie von Rusteberg waren als Ministerialen der Mainzer Kurfürsten auf der Burg Rusteberg eingesetzt. Vermutlich entstammen sie dem in Uder ansässigen Adelsgeschlecht de Othera bzw. de Knorr, genannt von Knorr, die Wappen derer von Rusteberg und von Knorr zeigen die gleichen Symbole (Schenkbecher oder Mühleisen).
Die Familie von Rusteberg konnte ihren Einfluss im Eichsfeld und im oberen Leinetal ausdehnen, wurde mit Gütern belehnt und erwarb dort zahlreiche Besitzungen (unter anderem in Kalteneber, Reckershausen, Vatterode, Rohrberg, Rustenfelde). Ende des 13. Jahrhunderts sind sie durch Erbschaft in den Besitz derer von Ballenhausen gekommen, welches später wiederum an die Bodenhausen gelangte. 1318 kam der Ort Deiderode als braunschweigisch-lüneburgisches Lehen für kurze Zeit an Arnold von Rusteberg.
1337 erwarben Otto von Rusteberg, Johann von Wintzingerode, Bertold von Worbis und Heinrich Wolf gemeinsam die Burg und Herrschaft Budenstein. Im gleichen Jahr waren die Herren von Rusteberg Pfandbesitzer von Burg Arnstein, 1342 wurden sie dort wegen Raubrittertums durch den Mainzer Erzbischof Heinrich und dem Landgrafen von Hessen Heinrich II. vertrieben, die Burg gelangte danach an die Familie von Berlepsch.
Im Jahre 1437 waren die Herren von Rusteberg ausgestorben.

## Wappen
Das Wappen zeigt einen zweihenkeligen Schenkbecher. Die Tingierung ist nicht bekannt.
Es besteht eine Wappen- und wahrscheinlich auch Stammesverwandtschaft mit den ebenfalls eichsfeldischen von Knorring.

## Vertreter

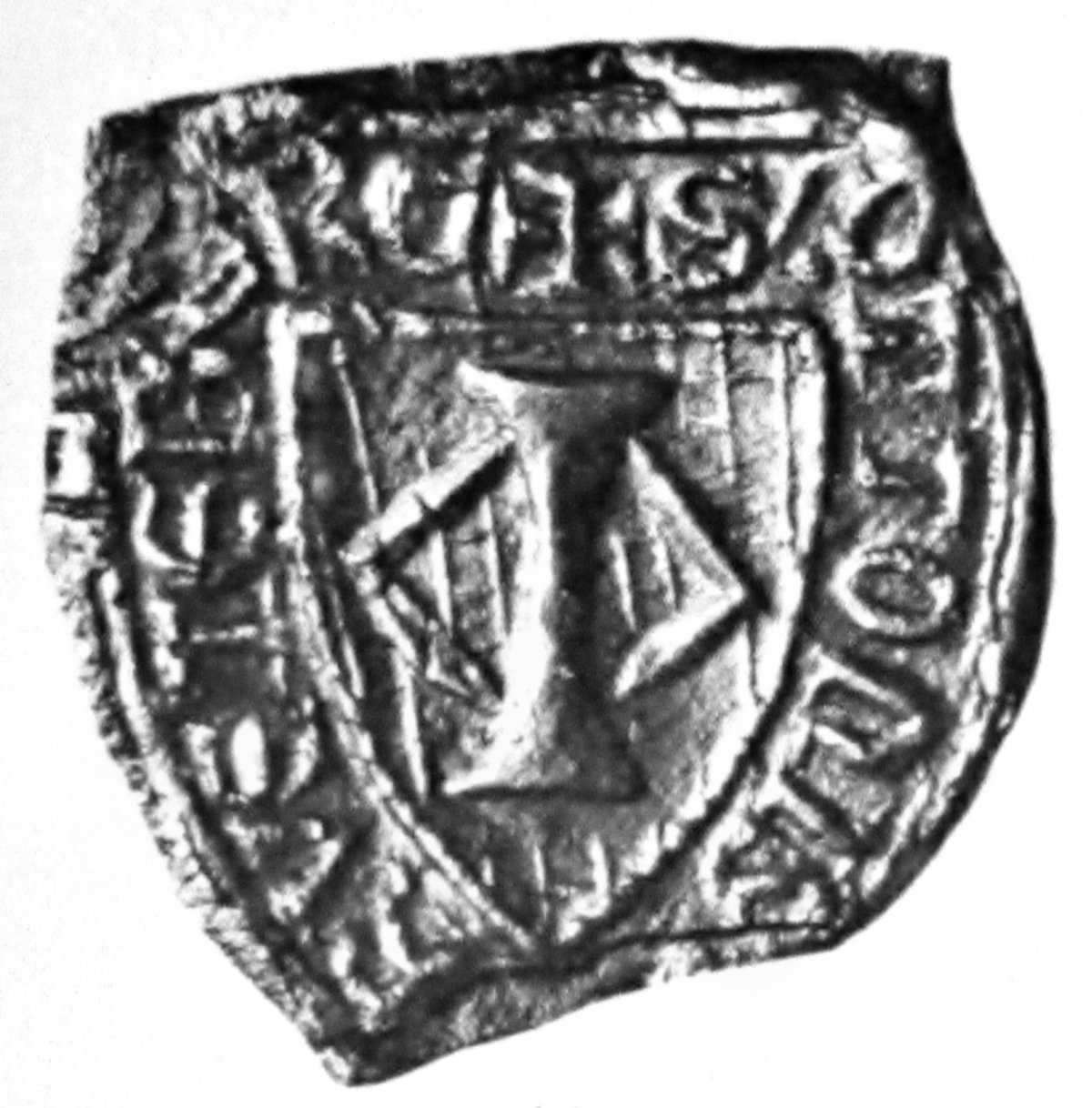
Das Siegel des Otto von Rusteberg im Jahr 1339

- Hartwig von Rusteberg (Hardewicus de Rusteberch) (1144, 1150), Burgmann oder Vogt auf Burg Hardenberg[15]
  - die Brüder Olderich und Hertwig von Rusteberg als Zeugen (1155)[16]
- Otto und Arnold von Rusteberg (1254) in Ballenhausen,  (1269) Burgmänner auf Burg Gleichen[17]
- Arnold von Rusteberg (1300), im St. Martinstift Heiligenstadt[9]
- Otto und Konrad von Rusteberg (1331), Burgmänner auf Burg Rusteberg[9]
- Thile von Rusteberg (1363), Ritter
- Hermann von Rusteberg (1379), Amtmann über Witzenhausen[18]
- Brüder Otto, Arnold II., Johann und Friedrich von Rusteberg (1386)[9]  (Arnold 1388, 1398)[19]
- Bernhard von Rusteberg (1398), Edelman und mainzischer Lehnsmann[20]
- Fridericus von Rusteberg, Abt in Kloster Ilfeld (1407–1418)
- Heinrich von Rusteberg (1419), erhält vom Hessischen Landgrafen Ludwig die Kemenate auf Schloss Arnstein (1/4 des Arnstein) als Pfand[21]
- Arnold und sein Sohn Hans von Rusteberg (1424), verkaufen Arnolds Schwester Bertha eine jährliche Rente